# Blauwstaarttrogon
De blauwstaarttrogon (Trogon comptus) is een vogel uit de familie Trogonidae.

## Verspreiding en leefgebied
Deze soort komt voor in westelijk Colombia en noordwestelijk Ecuador.